# Rotella (Italia)
Rotella (Rëtèlla in dialetto ascolano) è un comune italiano di 781 abitanti della provincia di Ascoli Piceno nelle Marche.

## Geografia fisica
Rotella sorge alle pendici del Monte Ascensione, nell'entroterra marchigiano, alla confluenza del torrente Oste nel fiume Tesino. I due corsi d'acqua scorrono molto più in basso rispetto ai 395 m s.l.m. circa del centro abitato. Il torrente Oste, in particolare, ha nel tempo eroso profondamente tutto il versante est del terrazzamento che ospita l'abitato, provocando nei secoli passati frane che hanno sconvolto lo stesso assetto urbanistico originario.
Il territorio comunale comprende la parte più rilevante del Monte Ascensione, con la sua sommità a 1110 m s.l.m. e la frazione di Capradosso sugli 800 m. Le altre due frazioni principali sono Castel di Croce e Poggio Canoso, borgo medievale ormai pressoché disabitato. Frazioni minori sono Croce Nera, Osteria e San Francesco.

## Storia

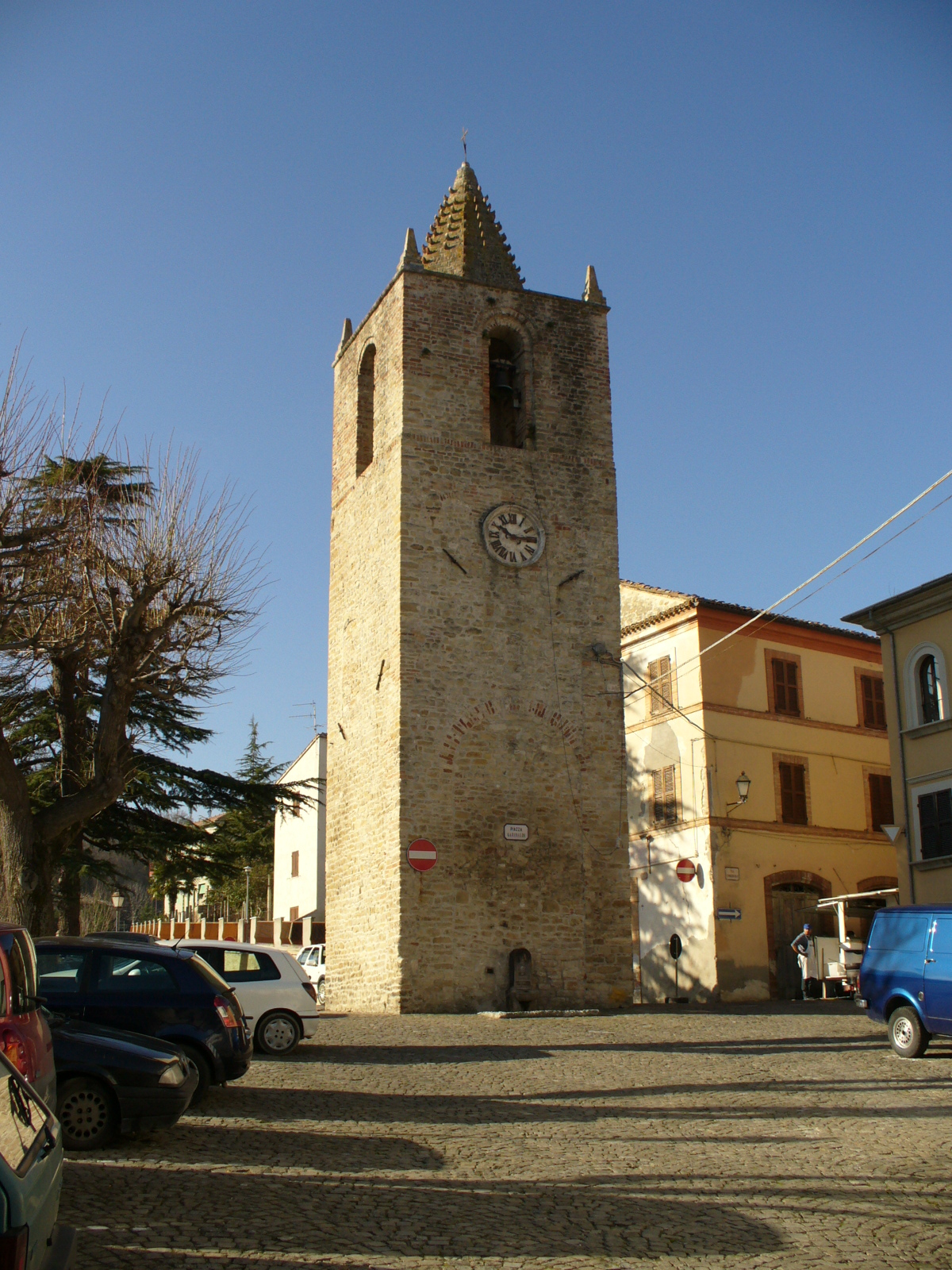
Torre civica medievale (XV secolo), ex campanile della chiesa di Santa Maria

La storia di Rotella è di difficile ricostruzione per lo smarrimento di gran parte dei documenti dell'archivio comunale. Si ha testimonianza di una presenza preromana grazie al ritrovamento dei resti di una grande residenza e di numerosi oggetti nelle campagne vicino all'attuale centro abitato, che proverebbero se non proprio l'esistenza di un paese, un'antropizzazione di questi siti già molto avanzata, secoli prima dell'arrivo dei Romani.
Rotella pare proprio essere stata fondata dai Romani ma anche di questo non resta traccia se non nel nome che molto probabilmente è da collegare alla forma tondeggiante dell'abitato che ricordava quella della rotula, lo scudo rotondo dei soldati romani. Pare avere pochi riscontri un'ipotesi tramandata dalla tradizione orale che vorrebbe il nome Rotella attribuito in onore del console Rutilio col quale ci sarebbe stato un qualche tipo di collegamento (in particolare, Rutilio avrebbe contribuito alla rifondazione del paese dopo un tremendo terremoto).
Il primo documento storico che prova l'esistenza di Rotella è del 967, anno nel quale la "Corte di Rotella" è elencata tra i possedimenti del Presidato di Farfa. E fino al XIV secolo Rotella e il suo monastero di San Lorenzo vissero sotto la protezione e giurisdizione dell'autorità farfense che poi fu costretta progressivamente a cedere alla Santa Sede tutti i suoi possedimenti in terra marchigiana.
Nel 1318 il paese si assoggettò spontaneamente ad Ascoli e con alterne vicende durante le lotte tra questa città e quella di Fermo, Rotella fu sempre comunque ai margini degli scontri più aspri che, tra l'altro, portarono sotto la giurisdizione ascolana anche il castello di Rovetino, già posseduto dai Varano. Nel 1586 Rotella viene aggregata da Sisto V al Presidato di Montalto. La storia seguente segue le sorti dello Stato Pontificio nelle Marche. Si segnalano un'aspra resistenza all'invasione napoleonica che portò alla ricostituzione delle mura paesane tutt'attorno a quello che restava dell'antico paese. Infatti, il 16 marzo 1775, Rotella aveva subito un evento che ne ha trasformato per sempre la propria struttura e forma. A seguito di abbondanti piogge, parte dell'abitato orientale franò per l'erosione operata dal torrente Oste. Scomparvero in una notte la chiesa di Santa Maria e l'antico monastero, una parte della piazza e del palazzo pretoriale e tutte le altre abitazioni ed orti che la racchiudevano. Rimase in piedi il solo campanile, che oggi è uno dei simboli del paese, fungendo ormai da più di due secoli da torre civica.

## Società

### Evoluzione demografica
Abitanti censiti

## Economia

### Artigianato
Tra le attività economiche più tradizionali, diffuse e attive vi sono quelle artigianali, come l'arte del merletto rinomata in tutta Italia.

## Amministrazione
| Periodo        | Periodo        | Primo cittadino     | Partito                                   | Carica  | Note  |
| -------------- | -------------- | ------------------- | ----------------------------------------- | ------- | ----- |
| 13 giugno 1985 | 10 giugno 1990 | Luigi Borraccini    | Partito Comunista Italiano                | Sindaco | [ 6 ] |
| 10 giugno 1990 | 24 aprile 1995 | Rino Amatucci       | Democrazia Cristiana                      | Sindaco | [ 6 ] |
| 24 aprile 1995 | 14 giugno 1999 | Luigi Borraccini    | Centro-sinistra                           | Sindaco | [ 6 ] |
| 14 giugno 1999 | 14 giugno 2004 | Rino Amatucci       | Lista civica                              | Sindaco | [ 6 ] |
| 14 giugno 2004 | 8 giugno 2009  | Domenico Gentili    | Lista civica                              | Sindaco | [ 6 ] |
| 8 giugno 2009  | 26 maggio 2014 | Domenico Gentili    | Lista civica Democratica                  | Sindaco | [ 6 ] |
| 26 maggio 2014 | 27 maggio 2019 | Giovanni Borraccini | Lista civica Libertà è partecipazione     | Sindaco | [ 6 ] |
| 27 maggio 2019 | 10 giugno 2024 | Giovanni Borraccini | Lista civica Libertà è partecipazione     | Sindaco | [ 6 ] |
| 10 giugno 2024 | in carica      | Giovanni Borraccini | Lista civica Libertà è partecipazione 3.0 | Sindaco | [ 6 ] |

## Sport

### Calcio a 11
La squadra del paese è la Rotellese, che milita inTerza Categoria.

## Galleria d'immagini

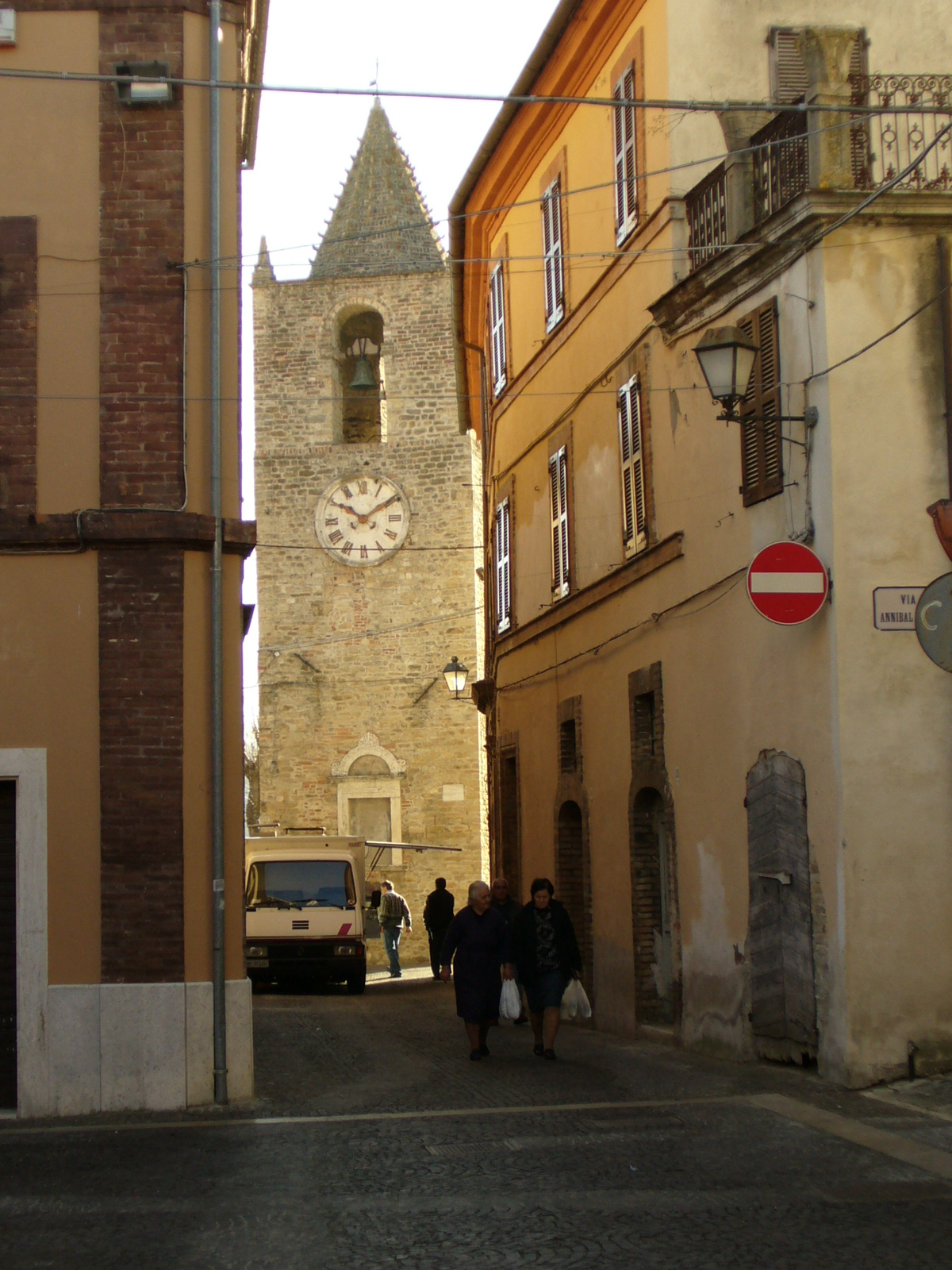
Torre dell'orologio
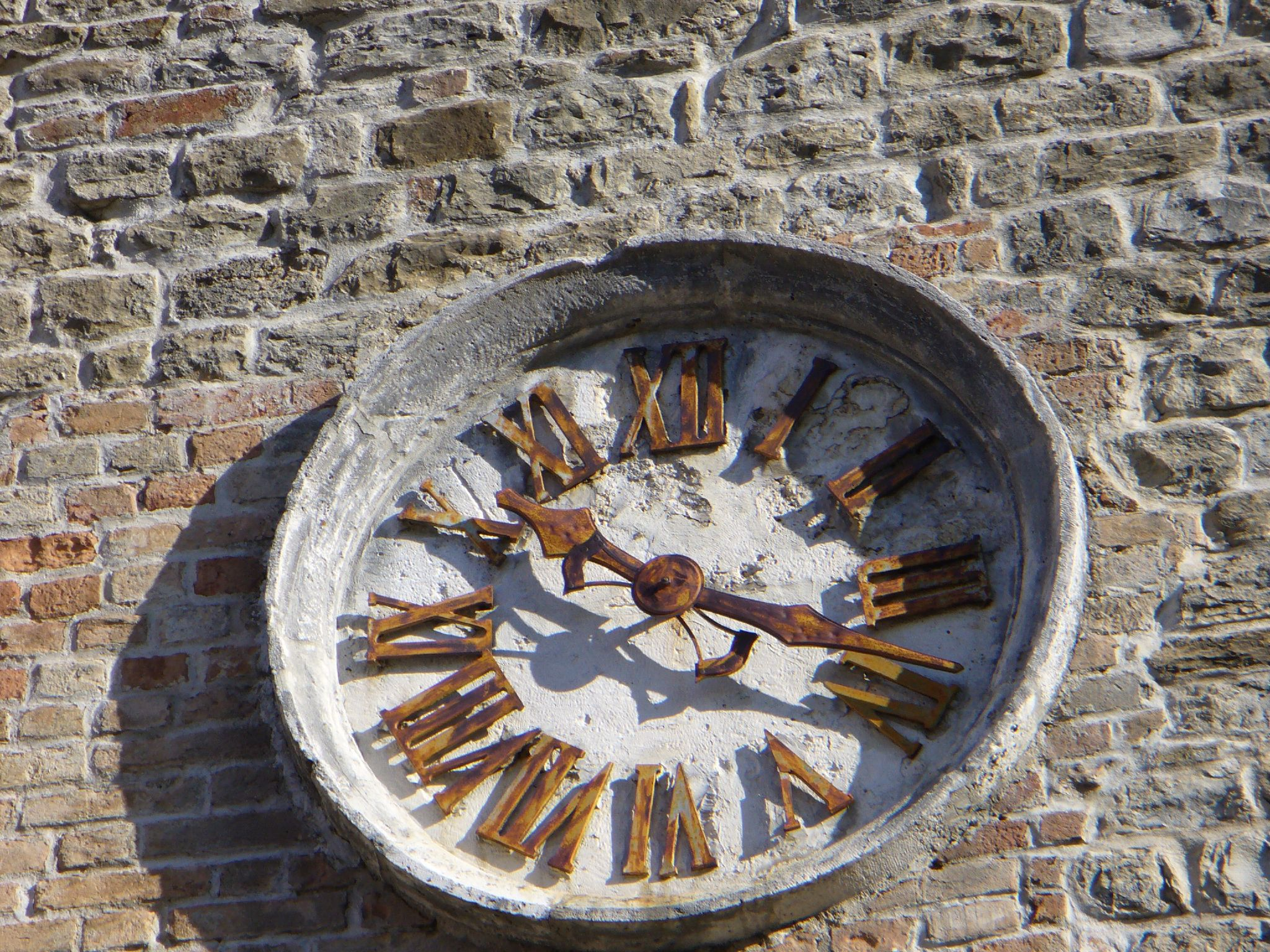
Orologio.
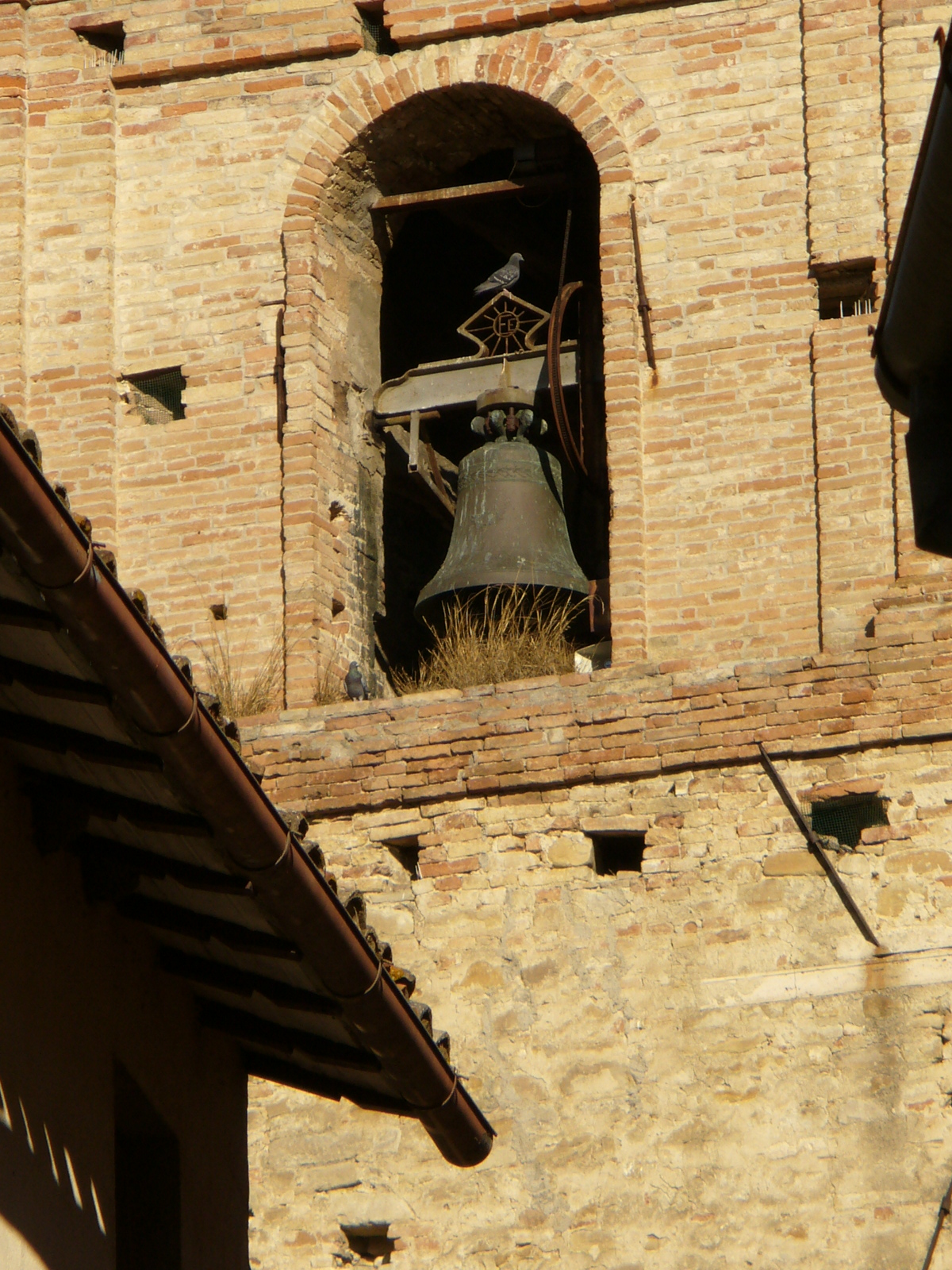
Torre campanaria
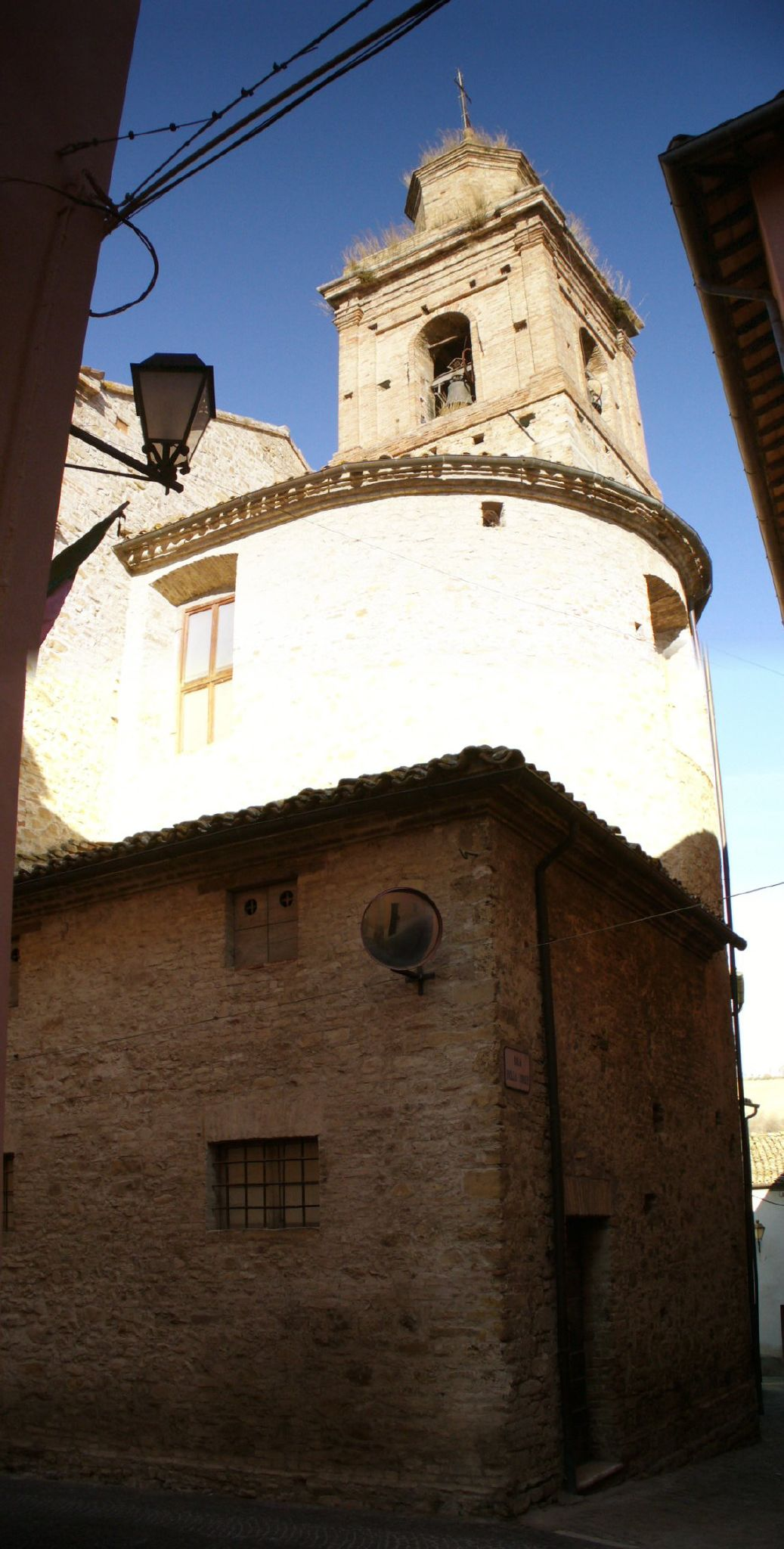
Collegiata di San Lorenzo, sec. XVIII
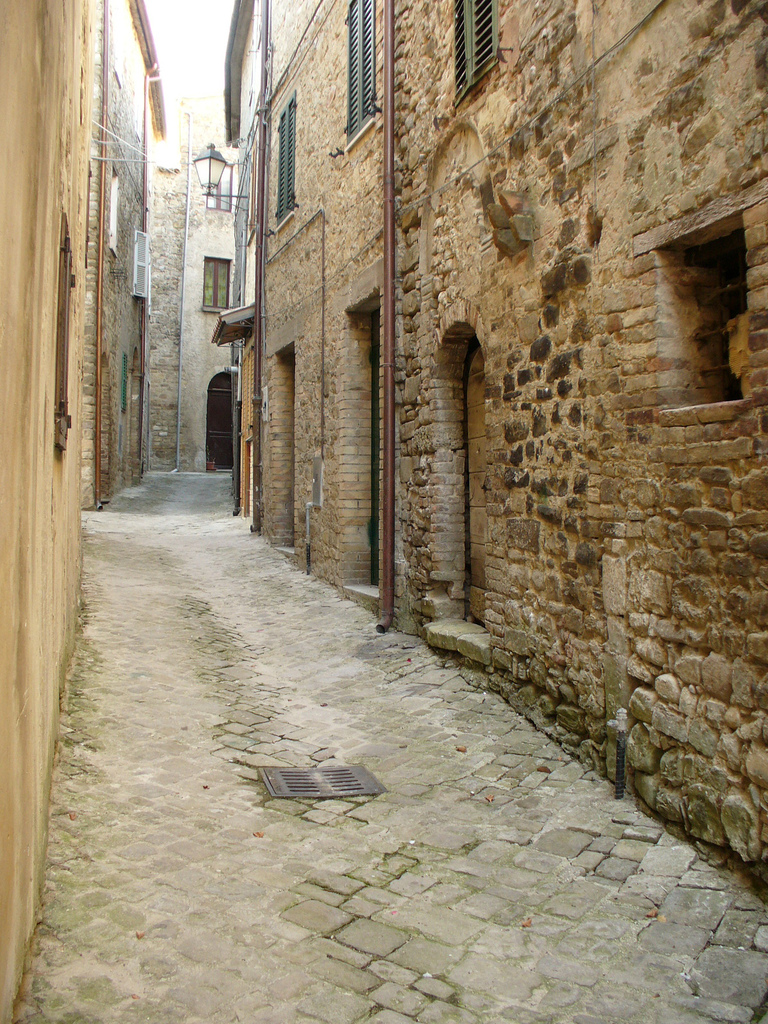
Strada del centro
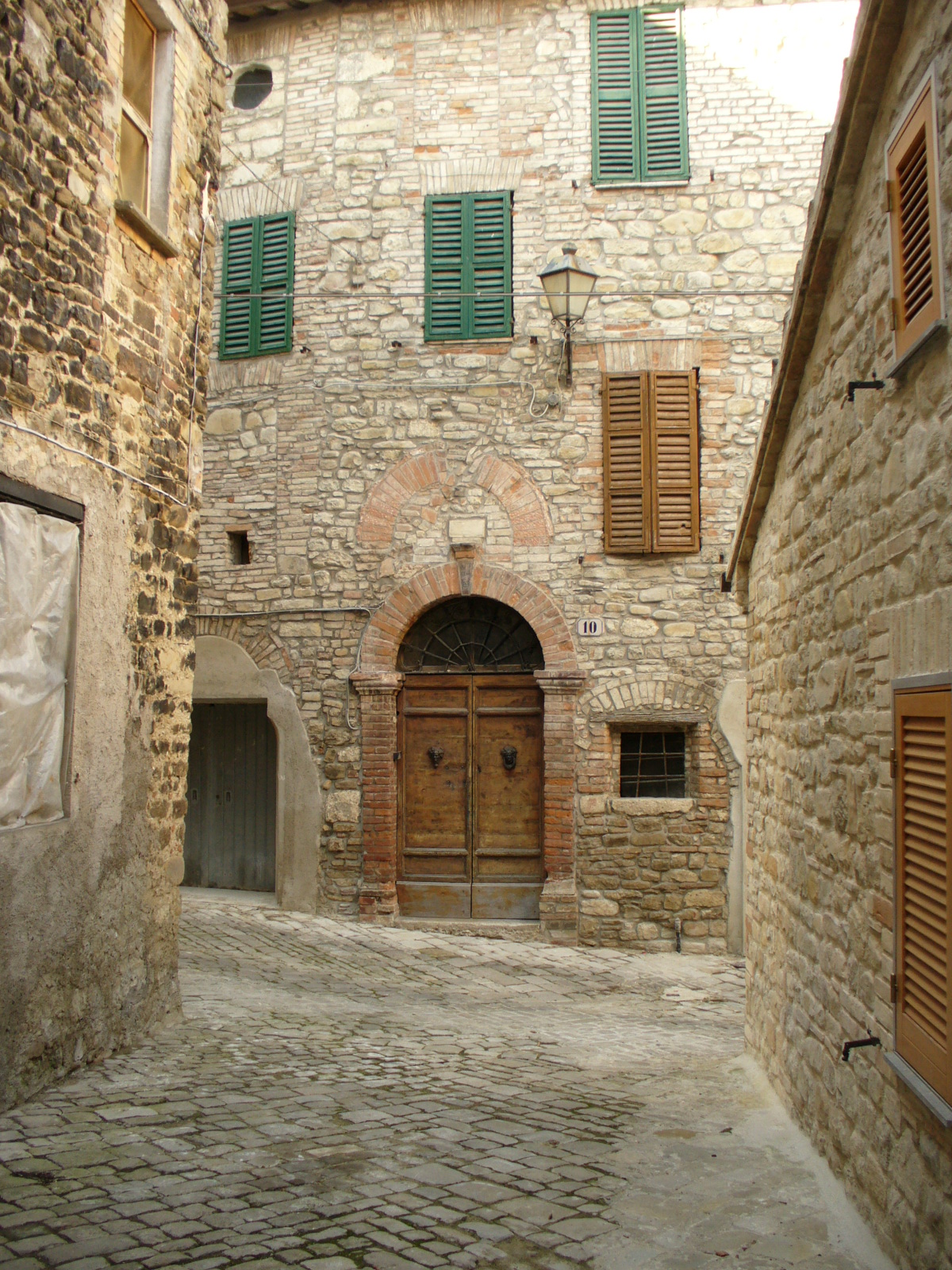
Vicolo
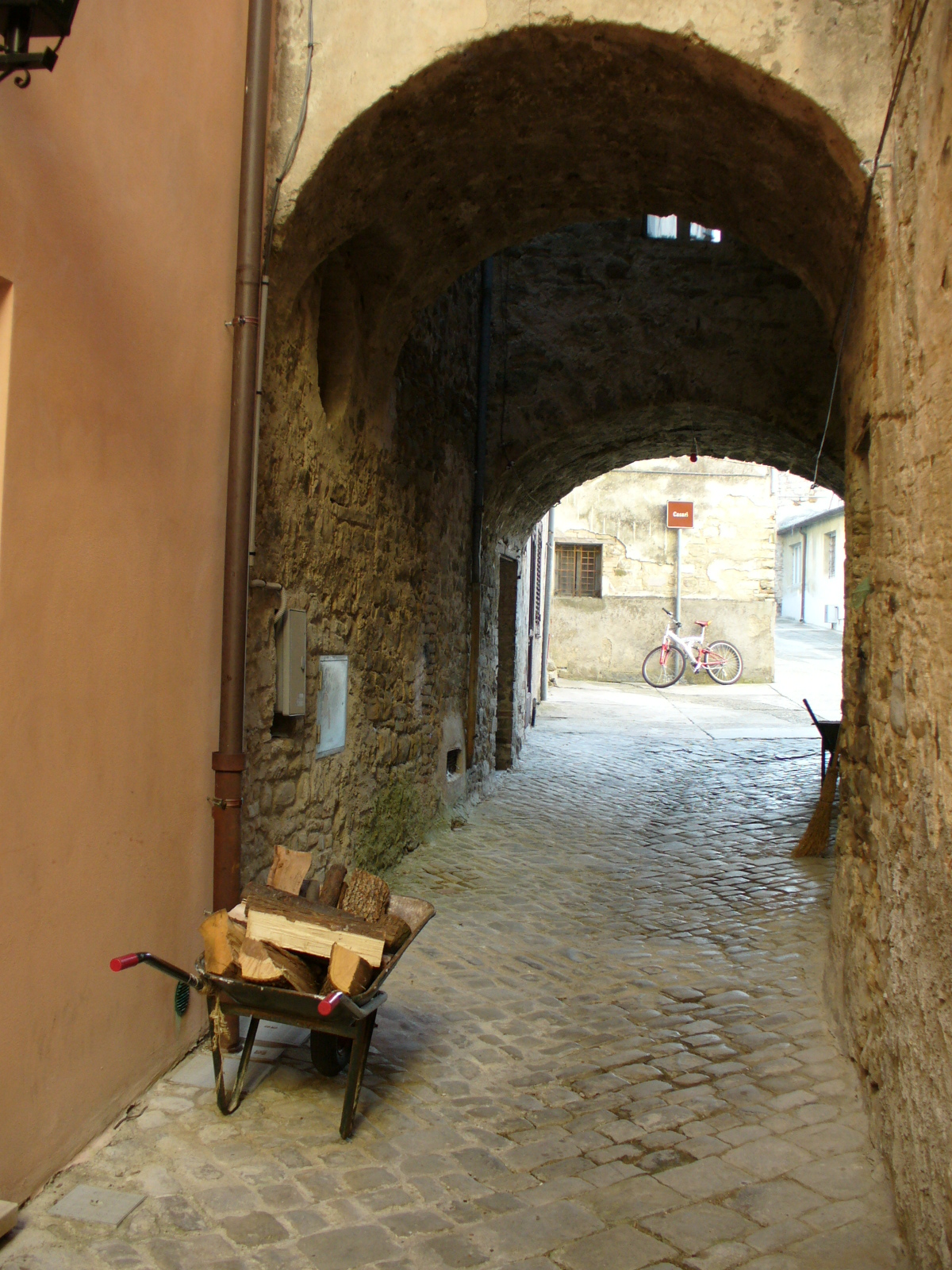
Vicolo del Casarino